# Schach-Europameisterschaft 2022

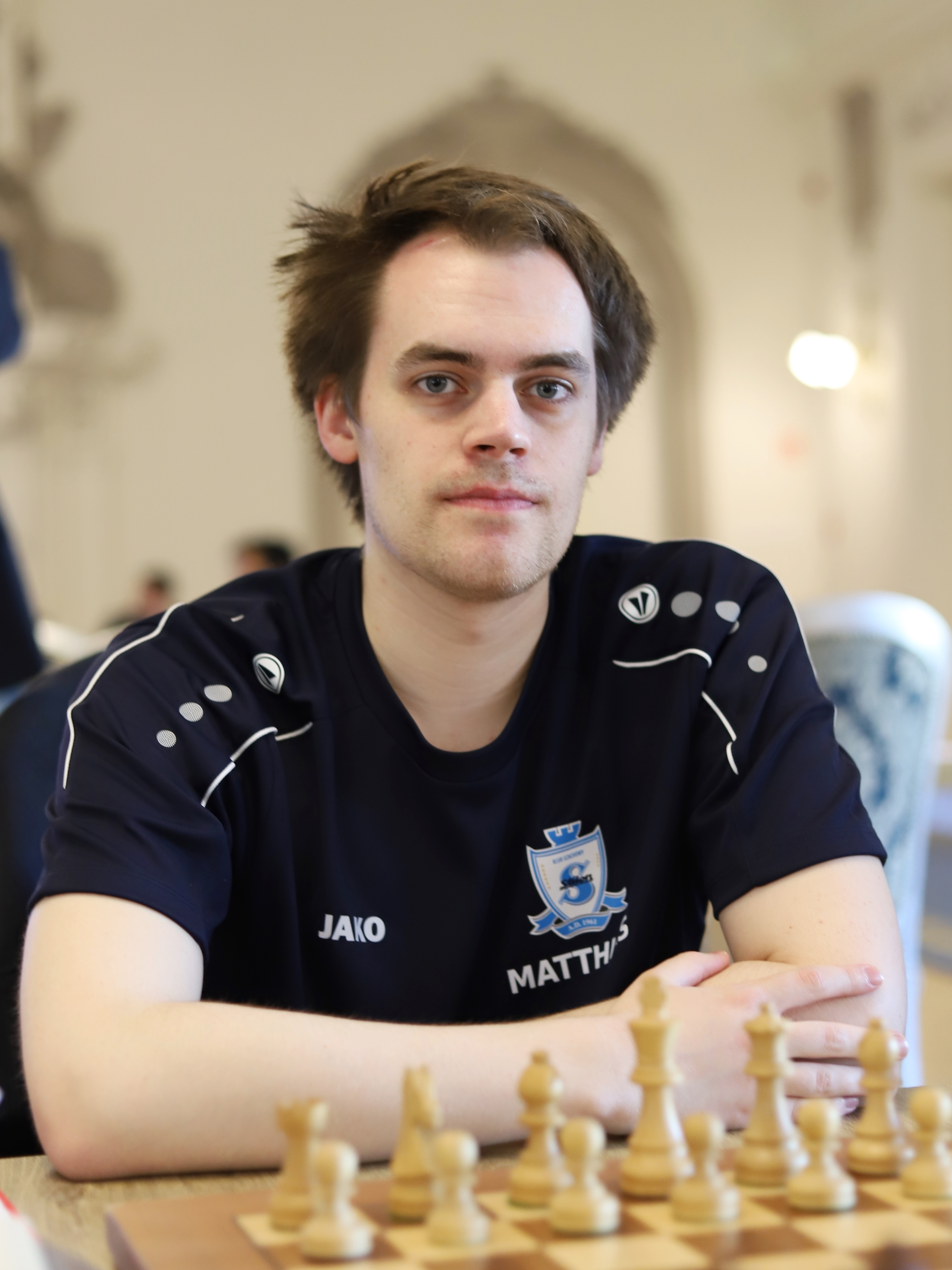
Matthias Blübaum, Europameister 2022

Die Schach-Europameisterschaft 2022 (offiziell European Individual Chess Championship 2022) war die 22. Austragung einer Schach-Europameisterschaft und fand vom 27. März bis zum 6. April 2022 im slowenischen Brežice statt. Das Turnier nach Schweizer System wurde von der European Chess Union veranstaltet. Sieger wurde der Deutsche Matthias Blübaum.

## Organisation

### Modus
Gespielt wurde nach Schweizer System über eine Dauer von elf Runden. Als Bedenkzeit hatten die Spieler jeweils eine Startzeit von 90 Minuten, die nach dem 40. Zug um weitere 30 Minuten erweitert wurde. Zudem gab es ein Zeitinkrement von 30 Sekunden bereits ab dem ersten Zug. Bei Punktgleichheit wurde nach der durchschnittlichen Elo-Zahl der Gegner (ausgenommen des schlechtesten Wertes) unterschieden. Bestand auch hier ein Gleichstand, wurde weiter mittels Buchholz-Wertung (in der ersten Anwendung abzüglich des schlechtestgewerteten Gegners) unterschieden. Kann ein Gleichstand auch nicht über das direkte Duell aufgebrochen werden, wird per Los entschieden.
Die Teilnahme stand grundsätzlich allen Mitgliedern der europäischen nationalen Verbänden frei. Spieler aus dem suspendierten bulgarischen Schachverband mussten unter der Flagge der European Chess Union antreten. 

### Preisgeld
Insgesamt wurden 100.000 Euro an Preisgeldern ausgeschüttet. Aus dem Teilnehmerfeld erhielten die 23 bestplatzierten Spieler eine Prämie von mindestens 1000 €; der Sieger erhielt 20.000 €. Daneben gab es Spezialpreise in verschiedenen Kategorien. Neben den drei besten Frauen erhielten auch die drei besten Junioren (U18) und drei besten Senioren (Ü50) Preisgelder von bis zu 1000 €. Auch den drei besten Mitgliedern der Association of Chess Professionals, die keinen der vorherigen Preise erhalten haben, wurde ein Preisgeld von bis zu 1000 € zugesprochen, das seitens der ACP erhöht werden konnte.

## Ergebnis
Insgesamt nahmen 317 Spieler aus 40 Ländern an der Europameisterschaft teil, darunter auch 30 Frauen. Die größten Gruppen stellten die Ukraine mit 35 Teilnehmern und das Gastgeberland Slowenien mit 33 Spielern. Aus Deutschland nahmen 28 Spieler teil.
Der spätere Sieger Matthias Blübaum startete mit einem Remis in das Turnier, konnte sich aber durch fünf Siege in Folge die alleinige Führung nach der sechsten Runde sichern. Nach dem sechsten Sieg traf er in Runde 8 auf den Zweiten Gabriel Sarkissjan. Im Spitzenspiel trennten sich beide remis. Während Blübaum die restlichen Partien ebenfalls nur remis beendete, die sonstigen Verfolger aber ihre Chancen verpassten, konnte Sarkissjan durch einen Sieg noch zu ihm aufschließen, sodass beide mit 8,5 Punkten aus 11 Runden abschnitten. In der Feinwertung hatte Blübaum schließlich die Nase vorne, da zuerst der Elo-Durchschnitt der Gegner zählte, während Sarkissjan die besseren Buchholz-Wertung gehabt hätte.
Über die Europameisterschaft qualifizierten sich 20 Spieler für den Schach-Weltpokal 2023.
| Platz | Teilnehmer           | Elo-Zahl | Punkte | AROC1 |
| ----- | -------------------- | -------- | ------ | ----- |
| 01.   | Matthias Blübaum     | 2642     | 8,5    | 2594  |
| 02.   | Gabriel Sarkissjan   | 2681     | 8,5    | 2578  |
| 03.   | Ivan Šarić           | 2687     | 8,0    | 2589  |
| 04.   | Iwan Tscheparinow    | 2672     | 8,0    | 2585  |
| 05.   | Jaime Santos Latasa  | 2648     | 8,0    | 2546  |
| 06.   | Mustafa Yılmaz       | 2624     | 8,0    | 2530  |
| 07.   | Ruslan Ponomarjow    | 2636     | 8,0    | 2523  |
| 08.   | Vasif Durarbəyli     | 2628     | 8,0    | 2509  |
| 09.   | Abdulla Qədimbəyli   | 2451     | 7,5    | 2637  |
| 10.   | Misrətdin İsgəndərov | 2577     | 7,5    | 2631  |
| 11.   | Qədir Hüseynov       | 2661     | 7,5    | 2589  |
| 12.   | Samwel Ter-Sahakjan  | 2632     | 7,5    | 2567  |
| 13.   | Schant Sargsjan      | 2639     | 7,5    | 2567  |
| 14.   | Ori Kobo             | 2510     | 7,5    | 2564  |
| 15.   | Jules Moussard       | 2630     | 7,5    | 2558  |
| 16.   | Aryan Tari           | 2653     | 7,5    | 2553  |
| 17.   | David Antón Guijarro | 2694     | 7,5    | 2551  |
| 18.   | Jurij Kusubow        | 2639     | 7,5    | 2547  |
| 19.   | Zdenko Kožul         | 2619     | 7,5    | 2545  |
| 20.   | Arseni Nesterow      | 2522     | 7,5    | 2540  |